# Joel Rajalakso
Joel Rajalakso, född 2 april 1993, är en svensk fotbollsspelare som spelar för FC Stockholm. Han är yngre bror till Sebastian Rajalakso, som också är professionell fotbollsspelare.
Rajalakso har även representerat det svenska landslaget på ungdomsnivå.

## Karriär
Rajalakso började spela fotboll i Enköpings SK som sjuåring. Han gjorde A-lagsdebut för Enköpings SK i Division 1 Norra som 16-åring. I december 2012 blev han klar för Åtvidabergs FF, vilka han skrev på ett treårskontrakt med. 2015 värvades han av Östers IF.
I februari 2017 värvades Rajalakso av Carlstad United. Efter säsongen 2018 lämnade han klubben. I januari 2019 värvades Rajalakso av FBK Karlstad. I februari 2020 värvades han av FC Stockholm.